# Catocala fecunda
Catocala fecunda är en fjärilsart som beskrevs av Schultz 1909. Catocala fecunda ingår i släktet Catocala och familjen nattflyn. Inga underarter finns listade i Catalogue of Life.